# 侏儒卢旺达睡莲
侏儒盧安達睡蓮（学名：Nymphaea thermarum）是世上最細小的睡蓮品種，葉長只有約一釐米。由德國植物學家Eberhard Fischer 發現。原只生長於非洲盧旺達Mashyuza的一個溫泉旁，但當地農夫截流導致棲地乾涸而完全消失，繼而於2008年起野外絕種。幸專家在物種在野外滅絕前及時將活樣本送至波恩大學植物園栽培，惟未能令種子發芽。直至2009年英國皇家植物園發現種子發芽條件異於其他睡蓮—需在含二氧化碳之壤土和淺水中發芽，此外，加上攝氏25度的恆溫，種子才發芽，並在2009年首次開花，於是得以避過絕種一劫。現時本種的活體皆培植於邱園（英國皇家植物園）。

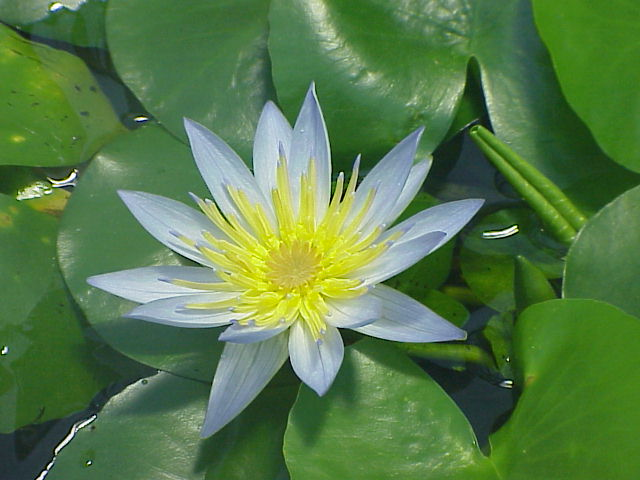
花朵形態

本種花瓣為白色，雄蕊黃色。花萼和花瓣一樣大小，帶絨毛。花為順序性雌雄同體，即花在第一日早上至下午開時為雌性，並在下午開始閉合，接著第二日開花時便成為雄性。
一些媒体和园艺爱好者宣称中国大陆目前已经有爱好者引种此种睡莲，并种植于私人花房，据说并不难栽培。